# ویتسکو (استان پومرانی)
ویتسکو (به لاتین: Wicko) یک روستا در لهستان است که در گمینا ویتسکو واقع شده‌است. ویتسکو ۶۹۰ نفر جمعیت دارد.